# Oak Harbor (Ohio)
Oak Harbor – wieś w Stanach Zjednoczonych, w stanie Ohio, w hrabstwie Ottawa.